# 585

## Nașteri
- dată necunoscută: Papa Honoriu I  (d. 638)
- 4 august: Teodosiu (asociat, sec. VI)  (d. 602)
- dată necunoscută: Garibald al II-lea de Bavaria  (d. 640)